# Kanton Saint-Chinian
Kanton Saint-Chinian (francouzsky Canton de Saint-Chinian) je francouzský kanton v departementu Hérault v regionu Languedoc-Roussillon. Tvoří ho 13 obcí.

## Obce kantonu
- Agel
- Aigues-Vives
- Assignan
- Babeau-Bouldoux
- Cazedarnes
- Cébazan
- Cessenon-sur-Orb
- Cruzy
- Montouliers
- Pierrerue
- Prades-sur-Vernazobre
- Saint-Chinian
- Villespassans